# Lorraine (1912)
Lorraine byla francouzská bitevní loď třídy Bretagne. Loď se účastnila první i druhé světové války.
V meziválečné době byla několikrát modernizována. První rekonstrukce v letech 1921–1922, 1924–1926 a 1929–1931 proběhly podobně jako u sesterských lodí Bretagne a Provence (například byla zvýšena elevace děl, odstraněna čtyři kasematová děla, čtyři 47mm děla nahradil stejný počet ráže 75 mm, byl modernizován systém řízení palby některé z kotlů byly upraveny pro vytápění naftou). Nejzásadnější změny nastaly při modeznizaci v letech 1934–1935, kdy byla instalována nová turbínová ústrojí a kotle, ale také odstraněna prostřední dělová věž, kterou nahradil katapult (byl odstraněn až v roce 1944).
Po vypuknutí druhé světové války loď operovala ve Středomoří. V době francouzské kapitulace Lorraine operovala ve východním Středomoří a zůstala nečinně v Alexandrii, kde byla odzbrojena a internována. Zpět ke spojencům se připojila až v roce 1943, kdy byla reaktivována. V té době se na lodi změnila skladba protiletadlové výzbroje, která byla výrazně posílena (ráže 47 a 13,2 mm během války nahradily kanóny ráží 40 a 20 mm).
Lorraine poté svou střelbou podporovala spojenecké výsadkové operace (například Operaci Dragoon – vylodění v jižní Francii v srpnu 1944). Lorraine přečkala válku, po ní byla používána k výcviku a v roce 1953 byla vyřazena.